# (970) Primula
(970) Primula és un asteroide del cinturó principal descobert per l'astrònom Karl Wilhelm Reinmuth en 1921 des de l'observatori de Heidelberg-Königstuhl, Alemanya.
Deu el nom a la prímula, una planta de la família de les Primulaceae.
La seva distància mínima d'intersecció de l'òrbita terrestre és de 0,882526 ua.
Les observacions fotomètriques recollides d'aquest asteroide mostren un període de rotació de 2,77 hores, amb una variació de lluentor de 12,3 de magnitud absoluta.